# Adam Kejval
Adam Kejval (21 gennaio 2002) è un cestista ceco.

## Palmarès
- NLB: 1

Vevey Riviera: 2021-2022